# Pierre Camonin
Pierre Camonin (* 25. Februar 1903 in Bar-le-Duc, Meuse; † 14. November 2003 in Verdun, Meuse) war ein französischer Kanoniker, Organist, Komponist und Improvisator.

## Leben
Camonin studierte Klaviermusik bei Marcel Ciampi am Pariser Konservatorium sowie Orgel bei Louis Vierne und Marcel Dupré. Er erhielt die Priesterweihe im Jahr 1929.
Als Organist wirkte er zunächst in Ligny-en-Barrois und folgte dann im Jahr 1935 Ernest Grosjean an den großen Orgeln der Kathedrale von Verdun nach, wo er neben Ferdinand Tourte wirkte. Diese Position hatte er bis zu seinem Tod inne. 1997 wurde Vincent Warnier zu seinem Co-Titularorganisten berufen. Zu Camonins Schülern zählt u. a. Dominique Bréda (* 1956), Organist zu St. Léon in Nancy.

## Orgelwerke
- Messe mariale[2]

1. Prelude to a canticle by Charles Bordes
2. Offertoire on Tota pulchra es
3. Élévation on Ave Maria
4. Communion on Salve Regina
5. Toccata on Salve Mater

- Improvisation pour un 11 novembre
- Noëls variés.[3]

1. Vêpres de Noël
2. Variations on Minuit sonne au clocher blanc
3. Variations on O Dieu, que n'étais-je en vie
4. Variations sur un noël alsacien
5. Trois noëls

- For a victory anniversary
- Sonate für Trompete und Orgel
- Toccata on Salve Mater
- Rhapsodie pascale
- Intermezzo
- Rondo sur un thème de Rameau
- Prélude to the introit Cibavit
- Postlude pour la Fête Dieu, on Tantum Ergo
- Le jongleur de Notre Dame
- Crépuscule
- Presto
- Rhapsodie Johannique

1. Allegro maestro
2. Andante cantabile
3. Allegro final

- L'Église triomphante

## Diskographie
- 2 33rpm 30 cm mono, 1960s
- CD K 617055 L'orgue en Lorraine
- CD UCD 16694 "Le grand orgue héroïque": prelude de la messe mariale
- CD Calliope CAL 6933 „Un Noël en Champagne“: Variations sur le noël lorrain „Minuit sonne au clocher blanc“
- CD REGCD155 „The Organ Club 75th Anniversary“: Communion (et pièces d'autres compositeurs)
- recital of 17 May 1987, Pierre Camonin aux grandes orgues de N.D. de Verdun (Privatsammlung)